# Chlorissa faustinata
Chlorissa faustinata là một loài bướm đêm trong họ Geometridae.